# Argali
Argali sau oaia de munte (specia Ovis ammon) este o specie de oaie prezentă în Asia Centrală (Himalaya, Tibet, Altas).